# Sant Cugat de Gavadons
Sant Cugat de Gavadons és una església romànica que pertany al terme municipal de Collsuspina (Moianès). Fou l'origen del terme de Collsupina, ja que és sufragània de Sant Andreu de Tona, que s'independitzà de Tona (Osona). És una església preromànica i romànica d'una sola nau, amb transsepte, amb notables elements de l'art romànic. És un edifici que forma part de l'Inventari del Patrimoni Arquitectònic de Catalunya.

## Descripció
És una església de mitjanes dimensions que s'aixeca en una elevació prop del turó de Puig Estels. És un edifici romànic del segle xii. Se’n conserva un campanar, d'espadanya, i en la seva part posterior, una finestra amb arc de ferradura. Hi ha una mutació del presbiteri, on s'hi annexionà una masoveria amb portal de pedra, treballada i datada el 1817. Fou modificat durant els segles XVII i XIX, amb l'afegitó de dues capelles cobertes de nervadures de tipus gòtic. L'actual entrada mira a ponent.

## Història
Als 1046 metres d'altitud s'aixeca aquesta església —envoltada per masos antics com Miravalls, Mas Naulart, Bellver, etc. Davant l'actual entrada hi ha dues lloses, una de les quals és una lauda sepulcral amb un escut de la família Miravalls, que recorda la relació d'aquest mas amb l'església. Al costat sud de l'església hi ha un cementiri.

## Galeria d'imatges

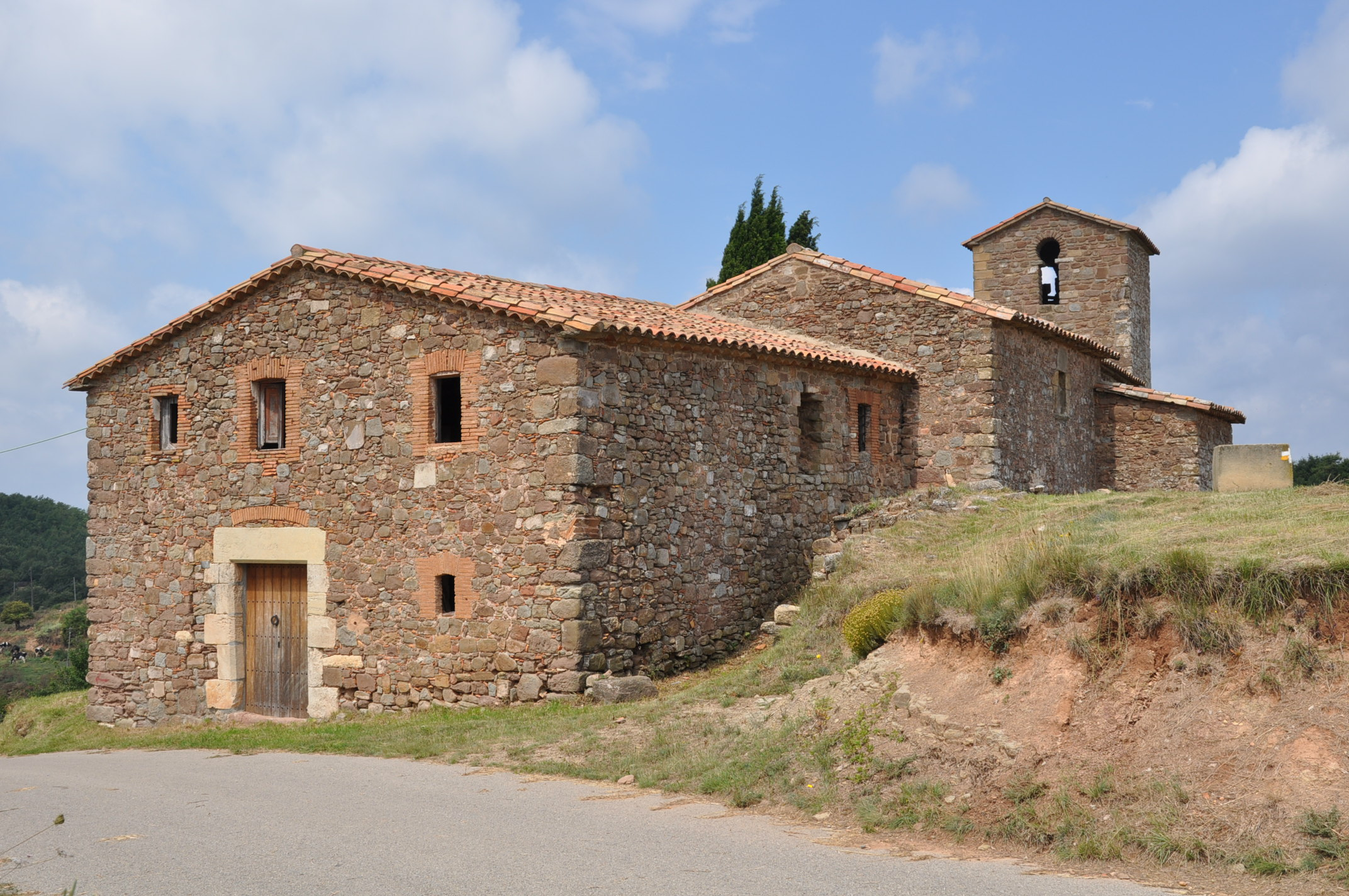
Antiga masoveria, des de fa anys sense estadants i abandonada.
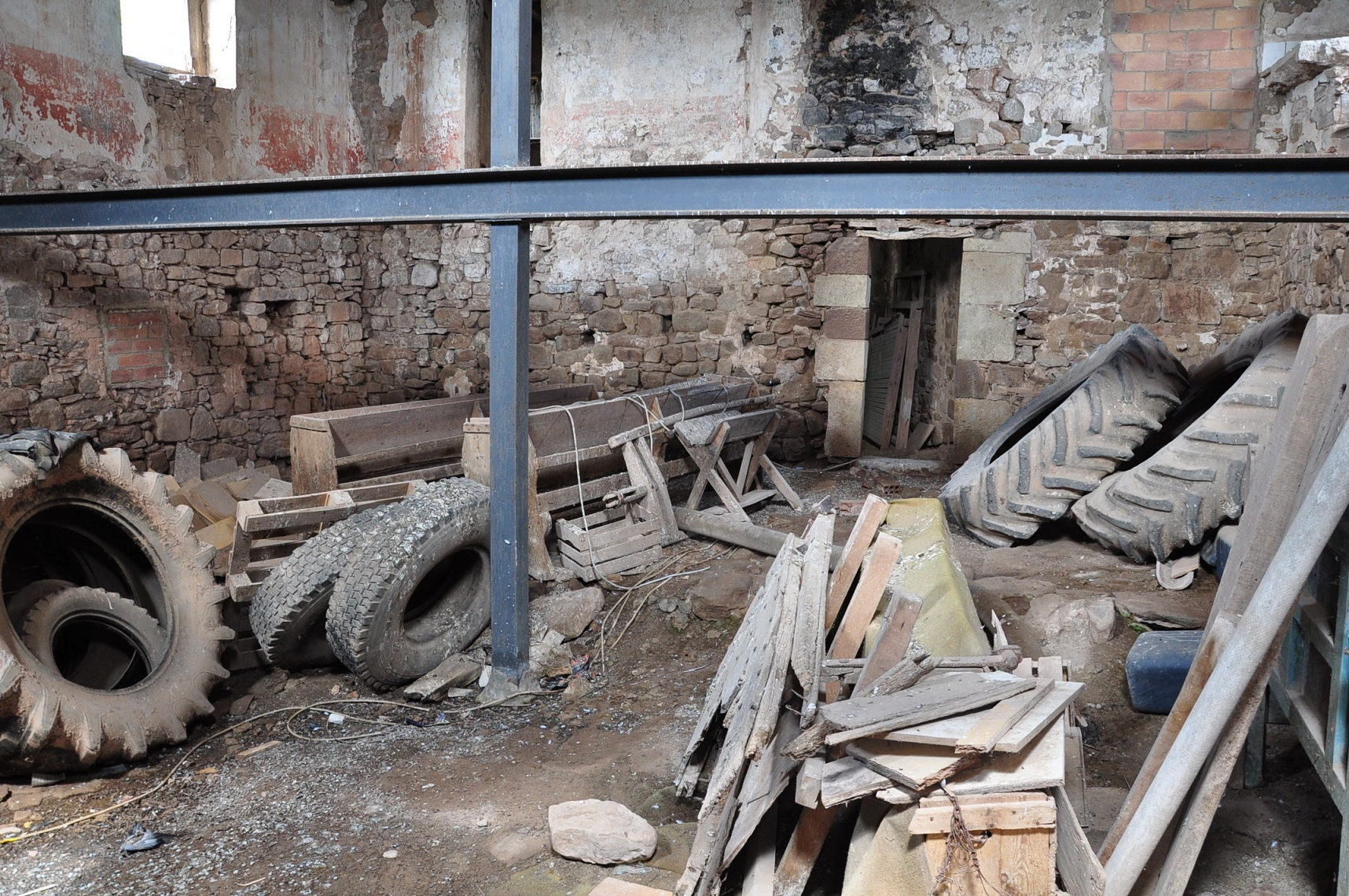
Interior de la sagristia (casa parroquial i rectoral).